# 新店镇 (自贡市)
新店镇，是中华人民共和国四川省自贡市大安区下辖的一个乡镇级行政单位。

## 行政区划
新店镇下辖以下地区：
新店社区、新店村、郭家村、盘石村、新建村、晏家村、龙凼村、余家村、何院村和共和村。